# Monteils (Tarn-et-Garonne)
Monteils is een gemeente in het Franse departement Tarn-et-Garonne (regio Occitanie) en telt 1163 inwoners (2004). De plaats maakt deel uit van het arrondissement Montauban.

## Geografie
De oppervlakte van Monteils bedraagt 12,0 km², de bevolkingsdichtheid is 96,9 inwoners per km².
De onderstaande kaart toont de ligging van Monteils (Tarn-et-Garonne) met de belangrijkste infrastructuur en aangrenzende gemeenten.

## Demografie
Onderstaande figuur toont het verloop van het inwonertal (bron: INSEE-tellingen).